# Time Has Come Today
Time Has Come Today – singel zespołu Ramones promujący album Subterranean Jungle, wydany w 1983 przez wytwórnię Sire Records.

## Lista utworów
1. „Time Has Come Today” (Willie Chambers/Joseph Chambers) – 4:25
2. „Outsider” (Dee Dee Ramone) – 2:10

## Skład
- Joey Ramone – wokal
- Johnny Ramone – gitara, wokal
- Dee Dee Ramone – gitara basowa, wokal
- Marky Ramone – perkusja w "Outsider"

Gościnnie:
- Walter Lure – gitara
- Billy Rogers – perkusja w „Time Has Come Today”